# 廖了以
廖了以（1947年10月29日—），中華民國政治人物，生於臺中市豐原區，現任興富發建設顧問。豐興鋼鐵獨立董事曾任總統府秘書長、內政部部長、總統府資政、臺中縣縣長、中國國民黨秘書長。

## 公職生涯

### 內政部長
第二次政黨輪替後，內定內政部長廖風德在就任前十日於登山時猝逝，廖了以作為原內定內政部政務次長轉正就任。
行政院經濟建設委員會於2008年12月5日頒佈振興經濟消費券發放特別條例，由內政部執行。2009年5月13日經濟建設委員會宣佈：內政部完成消費券發放作業，核算扣除保險公司理賠後，總計短差約670萬元。廖了以曾於2009年1月20日表示，願意將他自己薪水1,724,200元新台幣捐出，以貼補消費券的短差。其餘4,975,800元的短差額，由朋友捐資協助。
民進黨籍立法委員蔡同榮、涂醒哲於2008年9月30日向監察院檢舉廖了以不實外國學歷參選臺中縣長。2009年5月14日監察委員黃煌雄調查報告指出「廖了以確已取得美國舊金山大學公共行政碩士學位證書，雖非教育部所認可的學歷，但沒有提供虛假學歷等情事。」

### 總統府秘書長
2011年1月31日廖了以辭總統府秘書長職，當日18時30分在總統府獲得總統馬英九頒授一等景星勳章。

## 近年活動
2012年2月10日，亞東關係協會召開理監事會議及會員大會，選出前中國國民黨秘書長廖了以出任新任會長，當日就任。

## 獲獎與榮譽

### 中华民国勋章奖章
- 一等功绩奖章（行政院，2009年9月10日颁发[9]）
- 一等景星勋章（2011年1月31日于台北总统府颁授[10]）

### 外国勋章奖章
- 旭日重光章（日本，2018年4月29日公布[11]）

## 選舉紀錄

### 1989年臺中縣長選舉
| 號次 | 黨籍       | 姓名   | 得票    | 得票率 | 當選 |
| ---- | ---------- | ------ | ------- | ------ | ---- |
| 1    | 民主進步黨 | 楊嘉猷 | 237,156 | 40.31% |      |
| 2    | 中國國民黨 | 廖了以 | 351,163 | 59.69% |      |

### 1993年臺中縣長選舉

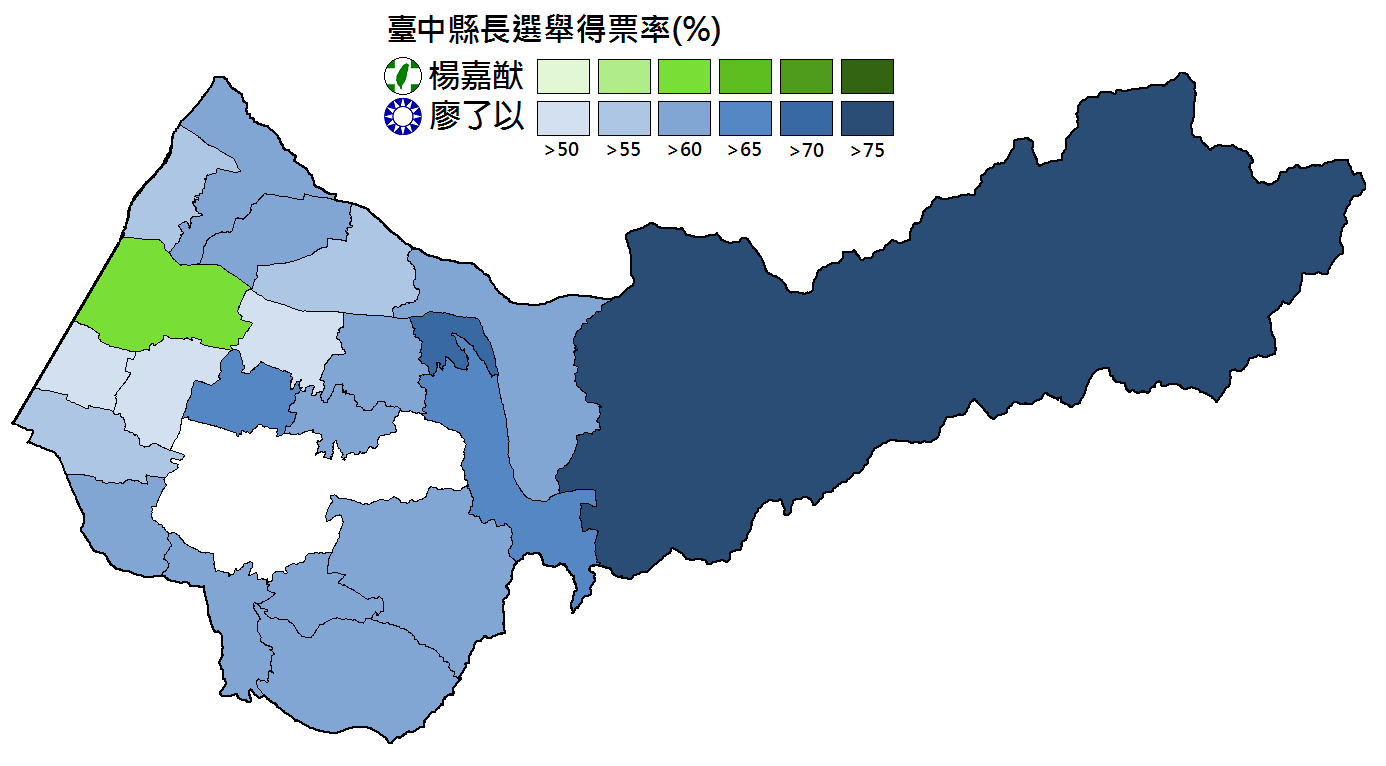
1993年臺中縣長選舉

| 號次 | 黨籍       | 姓名   | 得票    | 得票率 | 當選 |
| ---- | ---------- | ------ | ------- | ------ | ---- |
| 1    | 民主進步黨 | 楊嘉猷 | 247,340 | 41.11% |      |
| 2    | 中國國民黨 | 廖了以 | 354,301 | 58.89% |      |

## 個人生活及軼事
- 父親廖忠雄自日本早稻田大學政經科畢業，曾任四屆豐原鎮長以及改制之後的豐原市長，母親是日本人廖節（婚前原名佐藤節子），祖父廖西東在日治時代是豐原街長（相當於現在的鎮長），祖母為日本人田中春子；外祖父佐藤謙太郎是日治時期台中廳長，也是臺中市市定古蹟臺中公園湖心亭的設計者。兄長廖一久為中央研究院院士、國際知名的水產養殖專家，胞姊為廖久美。廖了以妻子為溫美麗，兩人育有3女。[12]
- 廖了以是首位戰後出生未受過日本教育的亞東關係協會會長，但由於母親是日本人，與母親仍以日語溝通，因此熟稔日語。

## 外部連結
| 中華民國政府職務 | 中華民國政府職務                                         | 中華民國政府職務 |
| ---------------- | -------------------------------------------------------- | ---------------- |
| 臺中縣政府       |                                                          |                  |
| 前任： 陳庚金    | 台中縣縣長 第十一、十二屆 1989年12月20日－1997年12月20日 | 繼任： 廖永來    |
| 行政院           |                                                          |                  |
| 前任： 李逸洋    | 內政部部長 第二十七任 2008年5月20日－2009年9月10日       | 繼任： 江宜樺    |
| 總統府           |                                                          |                  |
| 前任： 詹春柏    | 總統府秘書長 第二十八任 2009年9月10日－2011年2月1日      | 繼任： 伍錦霖    |
| 政党职务         |                                                          |                  |
| 中國國民黨       |                                                          |                  |
| 前任： 金溥聰    | 中國國民黨秘書長 第十九任 2011年2月1日－2012年1月31日    | 繼任： 林中森    |